# Bâtiment Blizanci à Subotica
Le bâtiment Blizanci à Subotica (en serbe cyrillique : Зграда Близанци у Суботици ; en serbe latin : Zgrada Blizanci u Subotici) est situé à Subotica, dans la province de Voïvodine et dans le district de Bačka septentrionale, en Serbie. Il est inscrit sur la liste des monuments culturels protégés de la république de Serbie (identifiant no SK 1792).

## Présentation
Le bâtiment, constitué de trois étages, a été construit pour une société anonyme en 1912 sur des plans de l'architecte de Budapest Zsigmond Sziklai pour accueillir un hôtel ou, selon l'Institut pour la protection du patrimoine de Subotica, pour y accueillir un centre d'affaire.
Surnommé « Blizanci », les « Jumeaux », il est constitué de deux blocs qui se reflètent en miroir, avec un passage ouvert qui conduit à une grande cour. Le rez-de-chaussée est doté de grandes baies vitrées et, au premier étage, étage de grandes fenêtres rectangulaires.
Le bâtiment se distingue de son environnement marqué par l'éclectisme et le style Art nouveau dans lequel il introduit les principes du modernisme international,.